# Gaillard du Puy
Gaillard du Puy, mort le 1361, est un évêque français.

## Biographie
Parent du pape Grégoire XI et frère d'Ebles du Puy, évêque de Chartres, il devient évêque de Saintes en 1351.
Il fait construire l'hôtel de l'Evescot à La Rochelle.